# Samono
Der Samono ist ein Berg in der osttimoresischen Gemeinde Bobonaro. Er liegt im Suco Leolima (Verwaltungsamt Balibo) und hat eine Höhe von etwa 700 m. Der Samono dominiert die westlich von ihm liegende Ebene mit dem Lago Malai, einem Salzsee nahe der Küste. Südlich liegt der Ort Oetapo.